# Рарог, Алексей Иванович
Алексе́й Ива́нович Раро́г (род. 21 января 1937, г. Сочи) — советский и российский учёный-правовед, специалист в области уголовного права. Доктор юридических наук, профессор, Заслуженный деятель науки Российской Федерации. Индекс Хирша — 36.

## Биография
В 1959 году окончил юридический факультет Московского государственного университета им. М.В. Ломоносова. Обучался вместе с видным российским юристом О.Е. Кутафиным, с которым впоследствии дружил всю жизнь. С 1964 по 1967 год обучался в очной аспирантуре Всесоюзного юридического заочного института, где в 1967 году под руководством профессора П. И. Гришаева защитил кандидатскую диссертацию на тему «Принципы уголовного права ФРГ: критический анализ». В 1988 году защитил докторскую диссертацию «Теория вины в советском уголовном праве (общие и специальные вопросы)». С 1964 года А. И. Рарог работает в Московском государственном юридическом университете им. О.Е. Кутафина (ранее ВЮЗИ), где с 1998 года возглавляет кафедру уголовного права. В 1991 году ему было присвоено учёное звание профессора, в 2001 году — почётное звание заслуженного деятеля науки РФ.

## Научная деятельность
Профессор А.И. Рарог входит в число наиболее известных специалистов в области уголовного права России. Он внёс крупный вклад в российскую юридическую науку, разрабатывая в своих трудах такие приоритетные направления, как проблемы субъективного вменения, а также пределы судейского усмотрения при применении норм уголовного права. Им опубликовано свыше 200 работ, в том числе около 15 монографий и 20 учебников. Наиболее известны такие монографические труды А.И. Рарога, как «Буржуазные уголовно-правовые теории» (М., 1966; в соавт. с О.Ф. Шишовым), «Общая теория вины в уголовном праве» (М., 1980), «Вина и квалификация преступлений» (М., 1982), «Квалификация преступлений по субъективным признакам» (СПб., 2002). Учебники российского уголовного права под редакцией А.И. Рарога, подготовленные известными учёными, выдержали несколько переизданий и остаются одними из наиболее высоко ценимых студентами. В работах А.И. Рарога выстроена целостная теория субъективной стороны состава преступления, являющаяся на настоящий момент господствующей в отечественной доктрине уголовного права. Им обстоятельно разработано понимание вины, мотива и цели совершения преступления как самостоятельных и отличных друг от друга признаков состава преступления; выдвинуты и обоснованы основные постулаты квалификации преступлений по субъективным признакам.
А.И. Рарог принимал участие в подготовке национальных кадров за рубежом. Он дважды командировался Министерством высшего и среднего специального образования СССР для преподавательской работы в Йемен (1976—1977, 1982—1985 гг.). Заведуя кафедрой уголовно-правовых дисциплин юридического факультета Аденского университета, А.И. Рарог написал учебник «Уголовный процесс НДРЙ» (Аден, 1984; на араб. яз.) и большинство глав учебников «Уголовное право НДРЙ. Часть Особенная» (Аден, 1984; на араб. яз.) и «Уголовное право НДРЙ. Часть Общая» (Аден, 1985; на араб. яз.), а также монографию «Вина в уголовном праве НДРЙ и СССР» (Аден, 1985; на араб. яз.). По подготовленным А.И. Рарогом или при его участии учебникам студенты Аденского университета изучали уголовное право и уголовный процесс вплоть до окончательной унификации законодательства на территории всего Йемена.